# ジャクソン・ウィリアムズ
ジャクソン・トーマス・ウィリアムス（Jackson Thomas Williams , 1986年5月14日 - ）は、 アメリカ合衆国・オクラホマ州タルサ出身のプロ野球選手（捕手）。右投右打。MLB・ピッツバーグ・パイレーツ傘下所属。

## 経歴

### プロ入りとジャイアンツ傘下時代
2007年のMLBドラフトでサンフランシスコ・ジャイアンツから1巡目（全体43位）指名され、プロ入り。
ジャイアンツ傘下には2013年まで在籍した。

### ロッキーズ時代
2014年にコロラド・ロッキーズとマイナー契約を結んだ。6月22日に初めてメジャーに昇格したが、この時は出場機会が無く、再昇格後の8月27日のジャイアンツ戦でメジャーデビューを果たした。9月25日に膝の手術をする事が発表された。

### ジャイアンツ復帰
2014年10月22日にウェイバー公示を経てロサンゼルス・エンゼルス・オブ・アナハイムへ移籍したが、11月21日に戦力外となり、26日に40人枠を外れる形でマイナーへ配属された。
2015年3月23日に金銭トレードで、ジャイアンツへ移籍した。この年は傘下のAA級リッチモンド・フライングスクウォーレルズでプレーした。イースタンリーグ全日程終了後の9月7日にメジャー契約を結んだ。10月15日にAAA級サクラメントに降格し、11月6日にFAとなった。

### ロッキーズ傘下時代
2015年11月10日、コロラド・ロッキーズとマイナー契約を結び、2016年のスプリングトレーニングに招待選手として参加することになったが、メジャー昇格はなく大半をAA級ハートフォード・ヤードゴーツで過ごした。11月7日にFAとなった。

### パイレーツ傘下時代
2017年1月7日、ピッツバーグ・パイレーツとマイナー契約を結び、同年のスプリングトレーニングに招待選手として参加することになった。

## 詳細情報

### 年度別打撃成績 (MLB)
| 年 度     | 球 団     | 試 合 | 打 席 | 打 数 | 得 点 | 安 打 | 二 塁 打 | 三 塁 打 | 本 塁 打 | 塁 打 | 打 点 | 盗 塁 | 盗 塁 死 | 犠 打 | 犠 飛 | 四 球 | 敬 遠 | 死 球 | 三 振 | 併 殺 打 | 打 率 | 出 塁 率 | 長 打 率 | O P S |
| --------- | --------- | ----- | ----- | ----- | ----- | ----- | -------- | -------- | -------- | ----- | ----- | ----- | -------- | ----- | ----- | ----- | ----- | ----- | ----- | -------- | ----- | -------- | -------- | ----- |
| 2014      | COL       | 7     | 16    | 14    | 1     | 3     | 0        | 0        | 1        | 6     | 3     | 0     | 0        | 0     | 0     | 2     | 0     | 0     | 4     | 1        | .214  | .313     | .429     | .741  |
| 2015      | SF        | 7     | 14    | 10    | 1     | 2     | 1        | 0        | 0        | 3     | 1     | 1     | 0        | 0     | 0     | 4     | 0     | 0     | 1     | 0        | .200  | .429     | .300     | .729  |
| 通算：2年 | 通算：2年 | 14    | 30    | 24    | 2     | 5     | 1        | 0        | 1        | 9     | 4     | 1     | 0        | 0     | 0     | 6     | 0     | 0     | 5     | 1        | .208  | .367     | .375     | .742  |

- 2018年度シーズン終了時

### 背番号
- 15（2014年）
- 14（2015年）